# Palacio Finckenstein

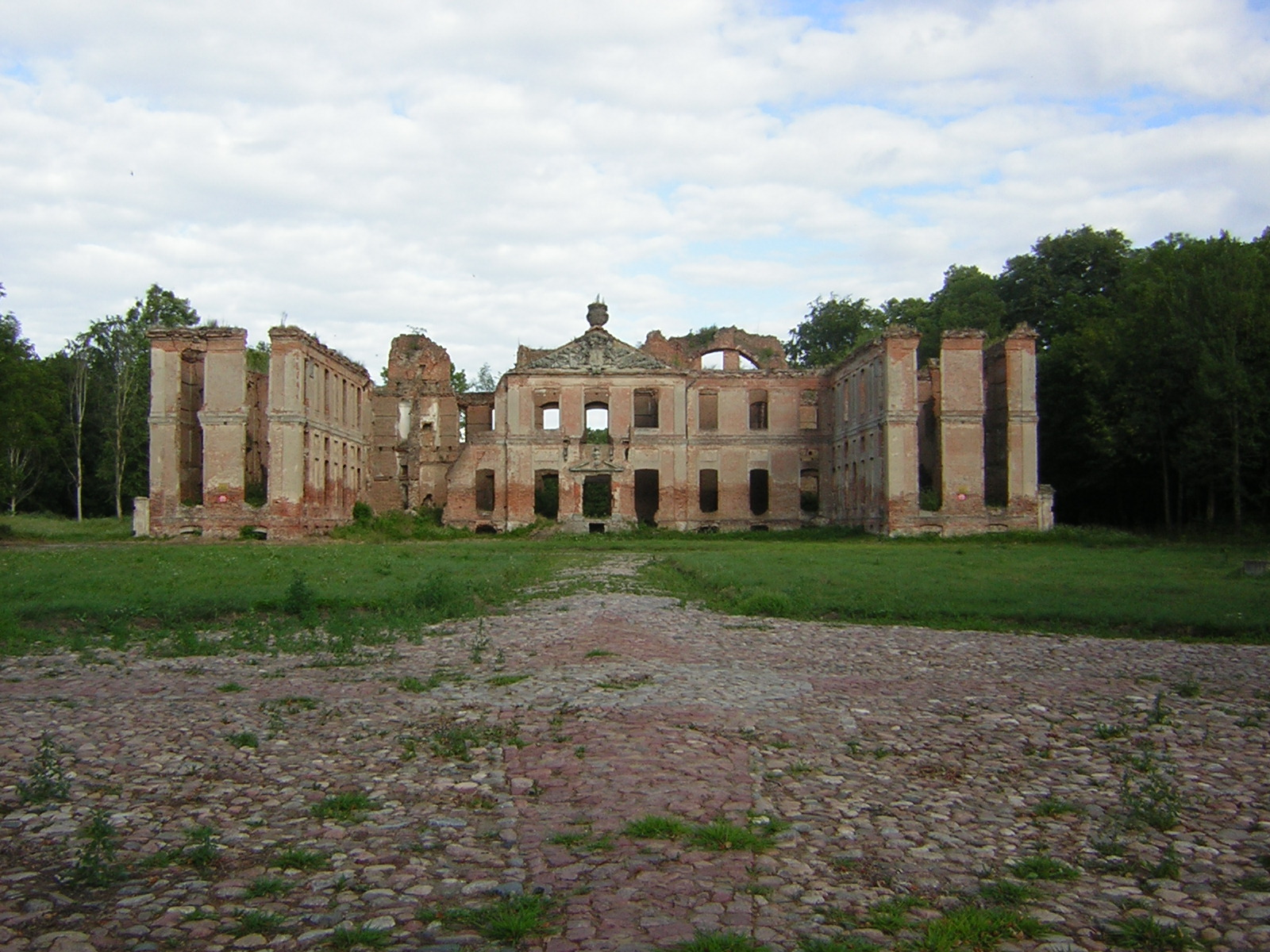
Ruinas del palacio, 2006.

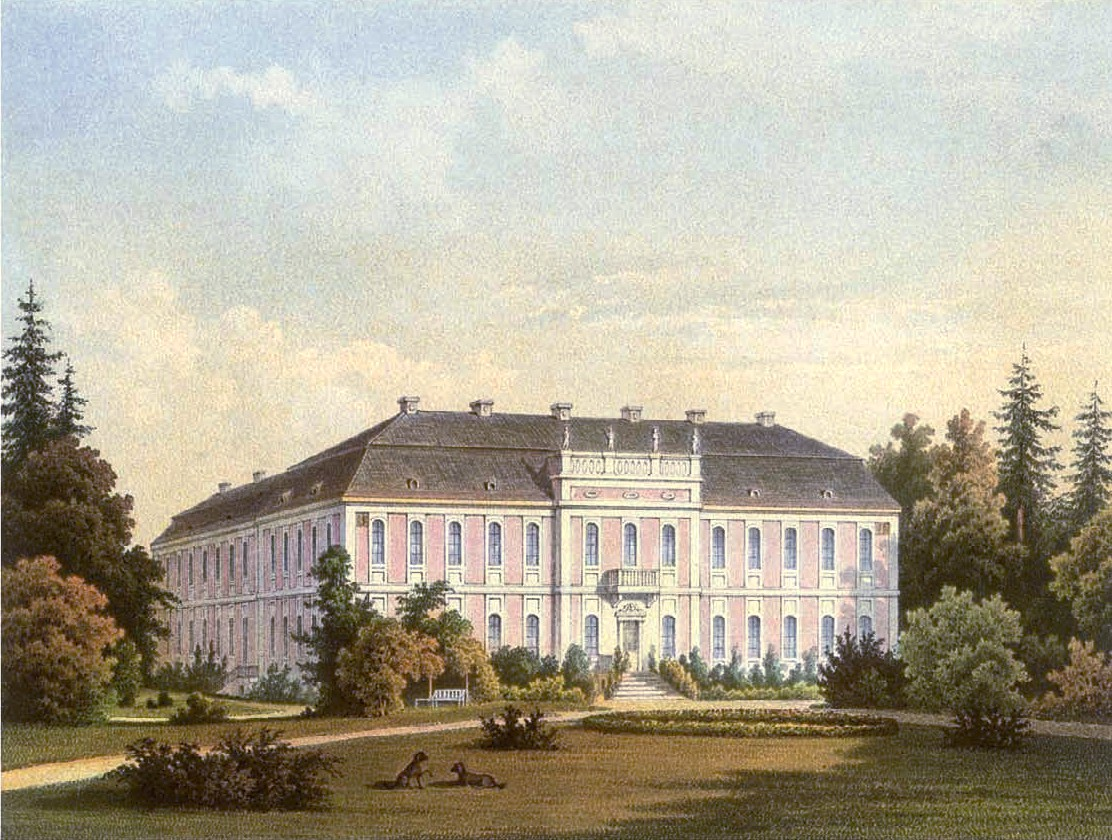
El Palacio Finckenstein
(litografía a color de Alexander Duncker, 1866).

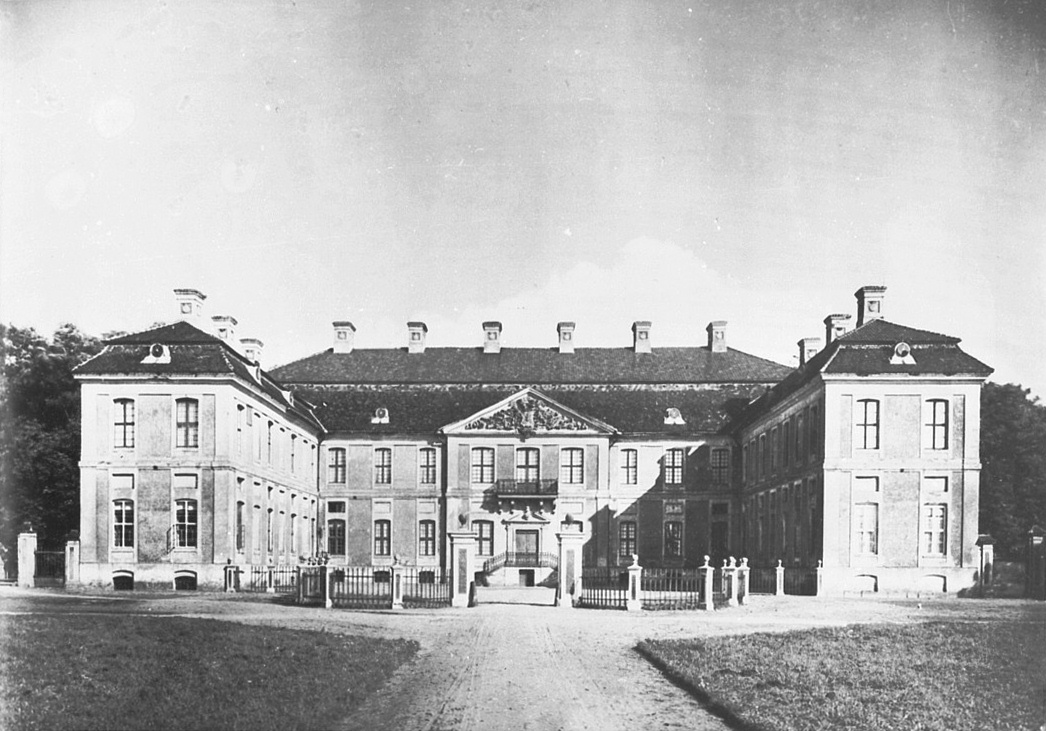
Fotografía del Palacio Finckenstein (1931).

El palacio Finckenstein, actualmente en ruinas, fue un edificio barroco proyectado por el arquitecto John von Collas entre 1716 y 1720 dentro del territorio polaco, entonces parte de Prusia Oriental. 

## Historia
Fue construido para el mariscal de campo, marqués y conde prusiano Albrecht Konrad Reinhold Finck von Finckenstein como donación de Federico el Grande, ya que el conde era su ministro. Perteneció a la familia Finck von Finckenstein hasta 1782, fecha en que su posesión recayó en los condes de Dohna-Schlobitten, quienes lo poseyeron hasta 1945.
En septiembre de 1939 fue utilizado como acantonamiento del Cuartel General del Cuerpo del Ejército de la Alemania Nazi en su invasión de Polonia. En esa época residió el entonces comandante del XIX Cuerpo del Ejército Alemán, Heinz Guderian en plena demostración de su concepto de guerra relámpago.
El 22 de enero de 1945 el palacio sufrió un incendio durante la conquista por el Ejército Rojo ruso de Prusia Oriental. Las ruinas del palacio todavía son visibles.
Este palacio se hizo famoso cuando en 1807 Napoleón lo convirtió en su residencia. Llegó por primera vez, cuando guerreaba contra prusianos y rusos en el Vístula en dirección a la Prusia Oriental. Después de atravesar el monótono y pobre Tuche-Heide, Napoleón al verlo exclamó: "Enfin un chateau" ("Al fin, un castillo"). 
El Tratado de Finckenstein entre Francia y Persia se firmó aquí.
La película de Hollywood Conquest representó esta localización en 1937 con Greta Garbo y Charles Boyer, pero en realidad se rodó en Monterrey (California).

## Propietarios
Los propietarios del palacio fueron los siguientes:
| #  | posesión  | nombre                                               | relación con el anterior propietario | años en posesión |
| -- | --------- | ---------------------------------------------------- | ------------------------------------ | ---------------- |
| 1  | 1720-1735 | Albrecht Konrad Finck von Finckenstein (1660-1735)   | —                                    | 15               |
| 2  | 1735-1741 | Friedrich Wilhelm Finck von Finckenstein (1702-1741) | hijo                                 | 6                |
| 3  | 1741-1782 | Friedrich Ludwig Finck von Finckenstein (1709-1785)  | hermano                              | 41               |
| 4  | 1782-1825 | Friedrich zu Dohna-Schlobitten (1741-1825)           | yerno                                | 43               |
| 5  | 1825-1831 | Alexander zu Dohna-Schlobitten (1771-1831)           | hijo                                 | 6                |
| 6  | 1831-1845 | Wilhelm zu Dohna-Schlobitten (1773-1845)             | hermano                              | 14               |
| 7  | 1845-1850 | Fabian zu Dohna-Schlobitten (1781-1850)              | hermano                              | 5                |
| 8  | 1850-1900 | Rodrigo zu Dohna-Finckenstein (1815-1900)            | hijo                                 | 50               |
| 9  | 1900-1912 | Georg zu Dohna-Finckenstein (1850-1912)              | sobrino                              | 12               |
| 10 | 1912-1929 | Alfred zu Dohna-Finckenstein (1852-1929)             | hermano                              | 17               |
| 11 | 1929-1942 | Hermann zu Dohna-Finckenstein (1894-1942)            | sobrino                              | 13               |
| 12 | 1942-1945 | Alfred zu Dohna-Finckenstein (1917-1988)             | hijo                                 | 3                |